# Первый полёт человека в космос (серия марок СССР)

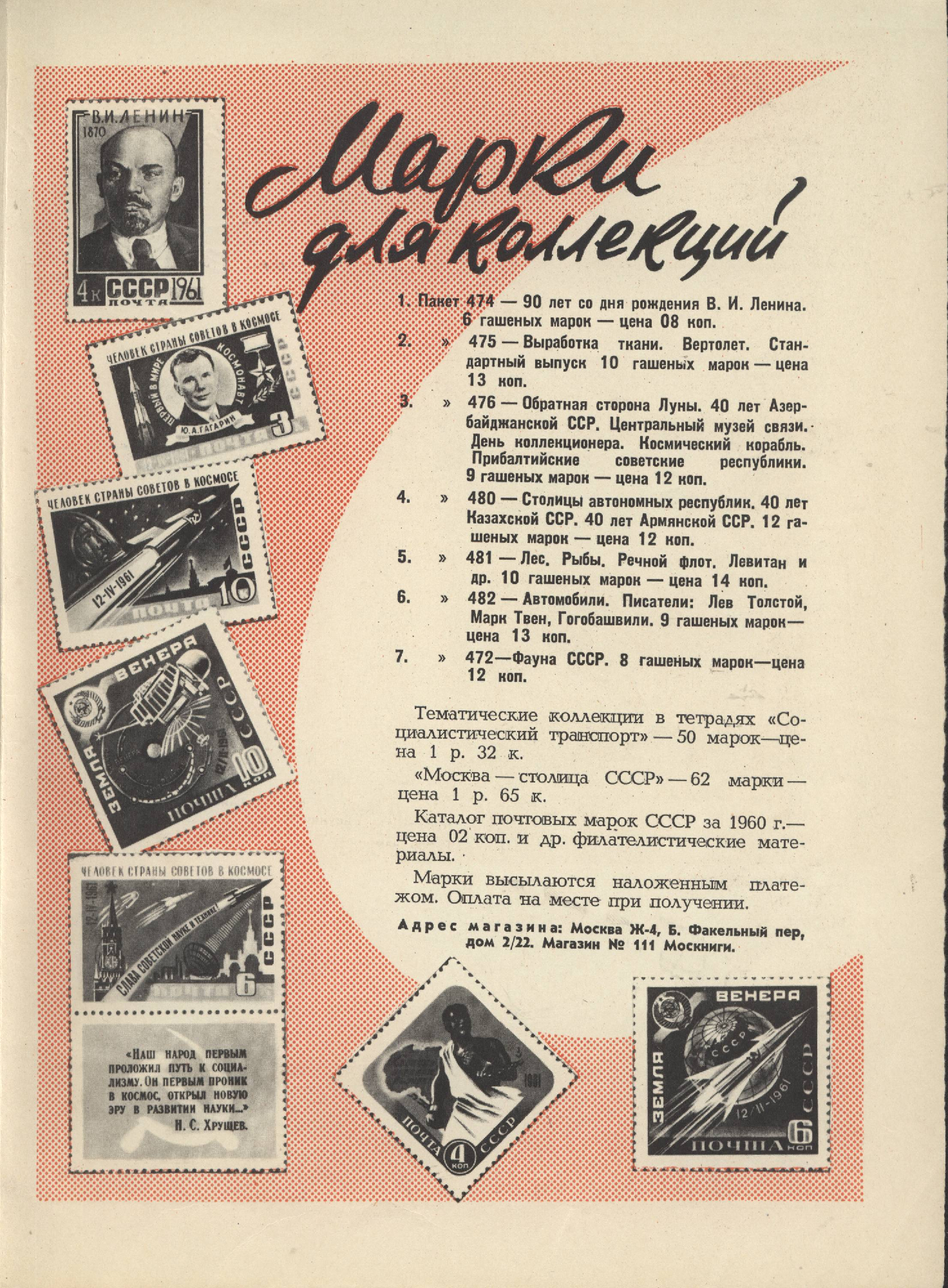
Внутренняя сторона задней обложки журнала «Пионер», август 1961 года

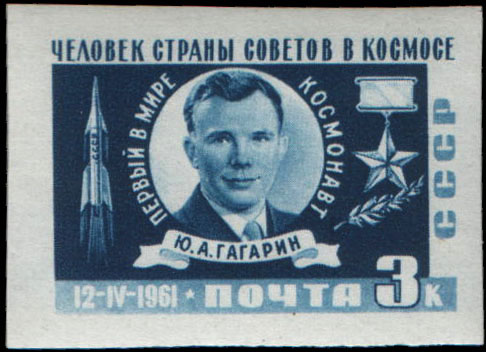
№ 2563 (1961-06-17) Ю. А. Гагарин
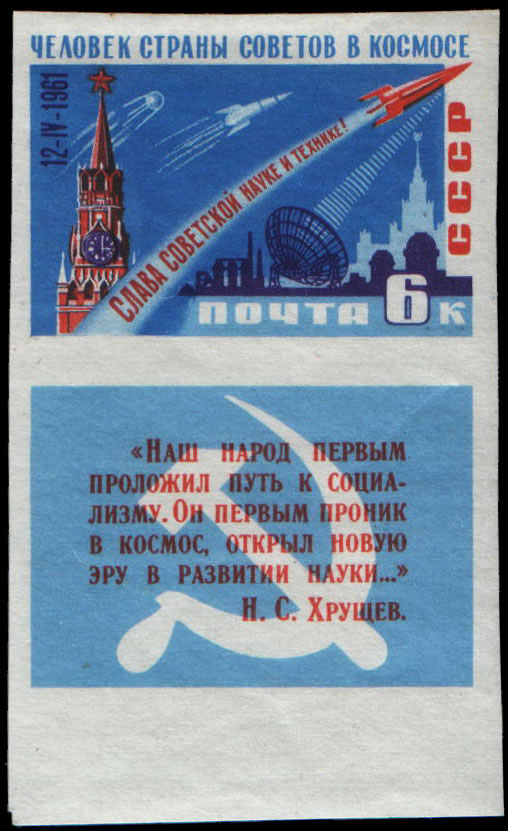
№ 2564 (1961-06-17) Слава советской науке и технике!
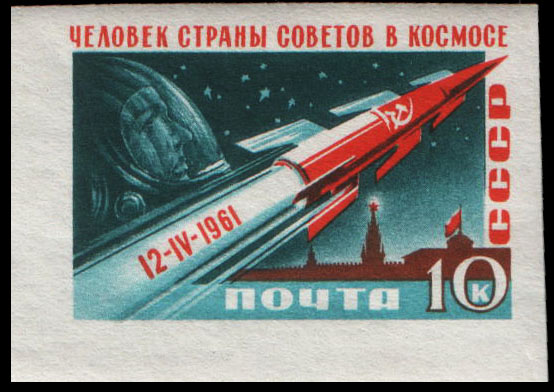
№ 2565 (1961-06-17) Космический корабль

«Пе́рвый полёт челове́ка в ко́смос» — однолетняя тематическая серия почтовых марок СССР с разными датами выпуска, посвященная первому полёту человека в космос, совершённому Юрием Алексеевичем Гагариным 12 апреля 1961 года. Марки были выпущены в 1961 году (13, 14 и 17 апреля и 17 июня). Это классика космической филателии, легендарная серия, особо популярная во всём мире. Серия является частью соответствующей омнибусной серии.
Эти самые первые почтовые марки гагаринианы были нарисованы и широко реализованы в самые короткие сроки: в те годы министерство связи не прилагало специальных усилий для изменения дизайна марок, оно оформило идею полёта человека в космос в своём стиле, просто сократив заголовки газеты «Правда» или «Известия» до формата почтовой марки. На них в деталях похожи последующие марки, посвященные полётам пилотируемых космически кораблей от «Востока-2» до «Востока-6». В частности, эти марки рекламировали молодёжные советские журналы. Например, детский журнала «Пионер» посвятил этим маркам внутреннюю сторону задней обложки своего августовского номера за 1961 год.
Марка серии № 2562 по нумерации ЦФА (ИТЦ «Марка») была официально выпущена в почтовое обращение уже 13 апреля 1961 года, на следующий день после полёта Гагарина 12 апреля и до торжественной встречи Гагарина в Москве 14 апреля.
Художник у всех марок один: московский график, энтузиаст космической тематики Иосиф Л. Левин.
Это однолетняя фиксированная серия, признаваемая всеми каталогами почтовых марок. Тиражи её выпусков от 300 тыс. до 5 млн.
Вся серия из 3 марок и их повторного беззубцового выпуска, упорядоченная согласно русским каталогам почтовых марок, выглядит следующим образом. Номера марок соответствуют нумерации ЦФА (ИТЦ «Марка»).

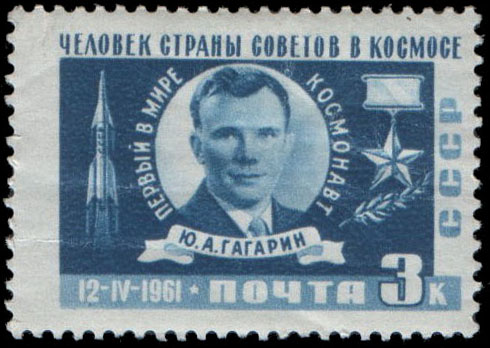
№ 2560 (1961-04-17) Ю. А. Гагарин
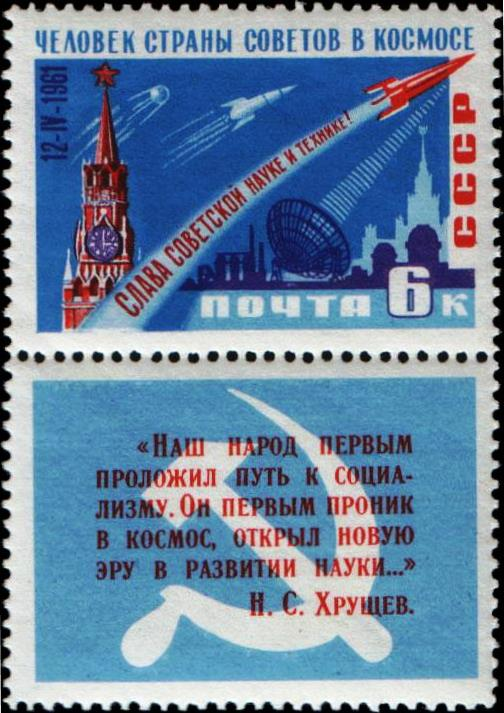
№ 2561 (1961-04-14) Слава советской науке и технике!
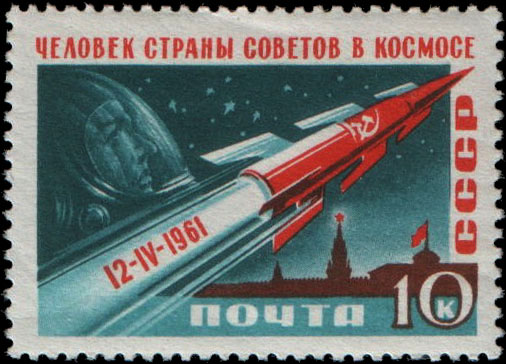
№ 2562 (1961-04-13) Космический корабль

- № 2563
(1961-06-17)
Ю. А. Гагарин
- № 2564
(1961-06-17)
Слава советской науке и технике!
- № 2565
(1961-06-17)
Космический корабль

## Первый полёт человека в космос
«Восток-1» («Восток») — советский космический корабль из серии «Восток», первый в мире космический аппарат, поднявший на своём борту человека на околоземную орбиту.
На корабле «Восток» 12 апреля 1961 года лётчик-космонавт СССР майор ВВС Юрий Алексеевич Гагарин совершил первый в мире пилотируемый полёт в космическое пространство. Старт корабля состоялся с советского космодрома Байконур в 9 часов 7 минут по московскому времени (06:07:00 UTC). Корабль выполнил один оборот вокруг Земли и совершил посадку в 10 часов 53 минуты (07:53:00 UTC) в районе деревни Смеловка Саратовской области. Длительность полёта составила 106 минут.
Корабль стал и первым в мире управляемым космическим аппаратом, позволившим совершить полёт в космос.
Юрий Гагарин приземлился в Саратовской области. С 12 по 14 апреля 1961 года находился на отдыхе в Куйбышевской области. 14 апреля 1961 года Москва встречала Гагарина как национального героя. После прибытия в московский аэропорт Внуково Гагарин торжественно отдал рапорт Н. С. Хрущёву о выполнении правительственного задания. На приёме в Кремле 14 апреля 1961 года Гагарину были вручены медаль «Золотая Звезда» Героя Советского Союза и орден Ленина. Он получил воинское звание майора ВВС, лётный знак Военный лётчик 1-го класса, почётное звание Лётчик-космонавт СССР. От Правительства Гагарин получил легковой автомобиль Волга, четырёхкомнатную квартиру по месту службы и денежную премию.

## Описание марок

### Паспорт серии
Паспорт серии почтовых марок, то есть такое её описание, по которому можно определить, принадлежит ли конкретная марка серии или нет, состоит из содержания и шаблона.
1. Содержание серии. Содержание серии определяется памятным текстом вверху марок: «Человек Страны Советов в космосе».
2. Шаблон серии. В начале статьи показаны все марки серии. Шаблон серии определяет характерные черты формы марок серии и их рисунка, отличающие их от остальных марок.
1) Формат марки. Марка прямоугольная горизонтальная среднего формата с размером 40×28 мм (рисунок 34×23 мм) и 42×30 мм (рисунок 37×26 мм) (см. раздел Технические характеристики).
2) Рисунок. Рисунки марок от одноцветного до многоцветного.
3) Номинал. Номинал напечатан в правом нижнем углу рисунка.
4) Надписи. Вверху на рисунках марок памятный текст «Человек Страны Советов в космосе»; дата полёта «12.IV.1961» внизу, слева или по диагонали; надпись «ПОЧТА» и номинал внизу; надпись «СССР» справа на рисунке.
3. Общие характеристики серии.
1) Количество марок. Серия «Первый полёт человека в космос» состоит из 3 перфорированных марок и 3 беззубцовых марок, рисунок которых повторяет рисунок марок с зубцами.
2) Длительность серии. Марки выходили в апреле и в июне 1961 года.
3) Дата выхода. Датой выхода серии считается дата выхода самой ранней марки серии: 13 апреля 1961 года.
4) Первая марка. Первый номер серии по нумерации ЦФА, то есть марки с минимальным номером: 2560. Дата выпуска марки с первым номером серии: 17 апреля 1961.
Следует иметь в виду, что дата выхода серии (13 апреля 1961 года) отличается от даты выпуска марки с первым номером (17 апреля 1951). Получается так потому, что марки отсортированы по номиналу, и марка с наименьшим номиналом оказалась в третьем выпуске.

### Рисунки марок
1. Ю. А. Гагарин

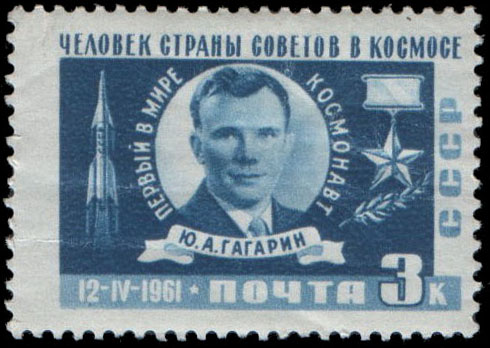
№ 2560 (1961-04-17) Ю. А. Гагарин
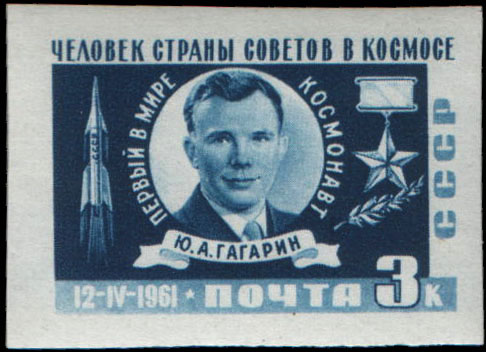
№ 2563 (1961-06-17) Ю. А. Гагарин

На марке в центре показан фотогравюрный портрет Юрия Алексеевича Гагарина с памятным текстом «Первый в мире космонавт Ю. А. Гагарин». Слева от портрета — условное изображение космического корабля, справа — медаль «Золотая звезда» Героя Советского Союза, под которой лавровая ветвь. Вверху марки — памятный текст «Человек Страны Советов в космосе». Внизу марки текст: «12.IV.1961 ПОЧТА 3к», справа — «СССР». Имеются зубцовый и беззубцовый выпуски.
2. Слава советской науке и технике!

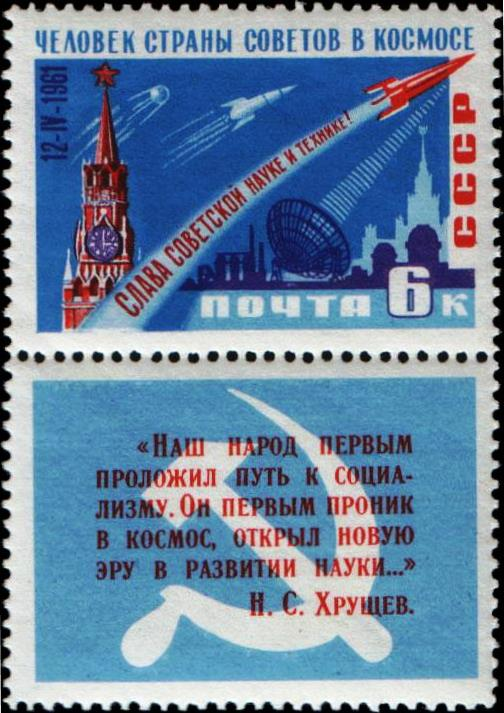
№ 2561 (1961-04-14) Слава советской науке и технике!
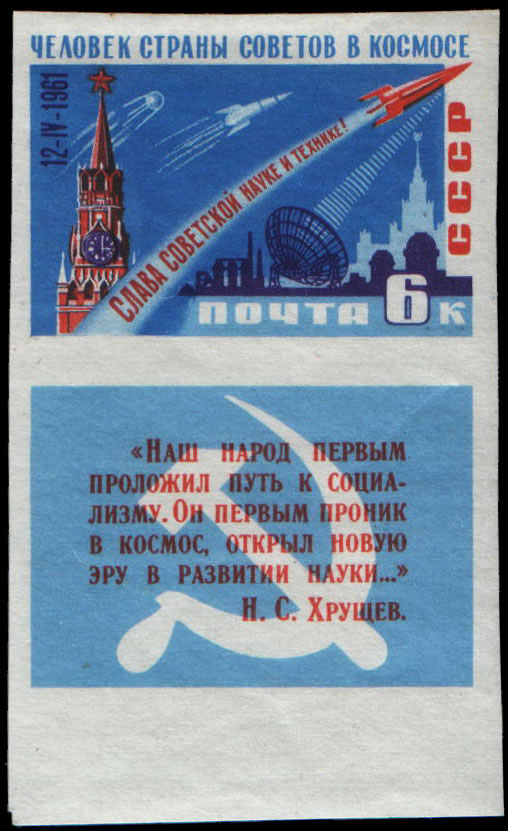
№ 2564 (1961-06-17) Слава советской науке и технике!

Марка показывает этапы освоения космоса: первый искусственный спутник; космическая ракета; космический корабль «Восток-1». На марке слева — Спасская башня Московского Кремля, справа — радиолокационная станция и главное здание МГУ. По диагонали марки — памятный текст «Слава советской науке и технике!». Вверху марки — памятный текст «Человек Страны Советов в космосе». Справа марки текст «12.IV.1961», внизу — «ПОЧТА 6к», справа — «СССР».
Марка снабжена вертикальным купоном с изображением серпа и молота и текстом Н. С. Хрущёва: «Наш народ первым проложил путь к социализму. Он первым проник в космос, открыл новую эру в развитии науки…». Имеются зубцовый и беззубцовый выпуски.
3. Космический корабль

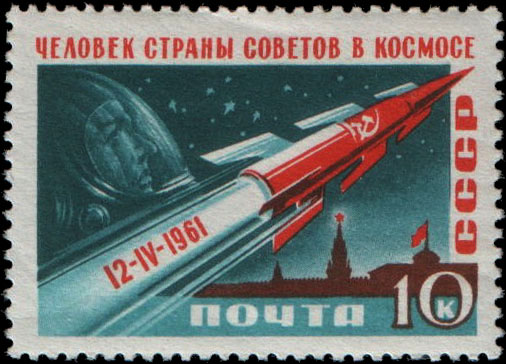
№ 2562 (1961-04-13) Космический корабль
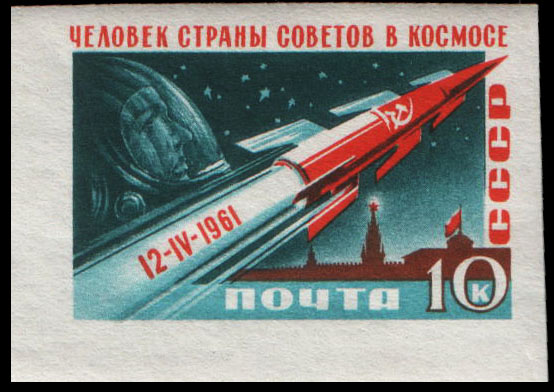
№ 2565 (1961-06-17) Космический корабль

Марка выполнена в символической графике. Весьма условно изображён космический корабль «Восток-1». На фоне звёздного неба слева показана голова космонавта в условном гермошлеме, справа — контурные очертания Московского Кремля. По диагонали марки — памятная дата «12.IV.1961», внизу — «ПОЧТА 10к», справа — «СССР». Вверху марки — памятный текст «Человек Страны Советов в космосе».

### Технические характеристики
| №  | Характеристика         | 1. Ю. А. Гагарин                                          | 2. Слава советской науке и технике!                                                       | 3. Космический корабль                      |
| 1  | Изображение с зубцами  |                                                           |                                                                                           |                                             |
| 2  | Изображение без зубцов |                                                           |                                                                                           |                                             |
| 3  | Номер ЦФА              | С зубцами 2560. Без зубцов 2563                           | С зубцами 2561. Без зубцов 2564                                                           | С зубцами 2562. Без зубцов 2565             |
| 4  | Дата выпуска           | С зубцами 1961-04-17. Без зубцов 1961-06-17               | С зубцами 1961-04-14. Без зубцов 1961-06-17                                               | С зубцами 1961-04-13. Без зубцов 1961-06-17 |
| 5  | Даты тиражей           | С зубцами 14, 17—20 апреля 1961. Без зубцов 7—8 июня 1961 |                                                                                           |                                             |
| 6  | Цвет марки             | Сине-зелёная                                              | Многоцветная                                                                              | Красная, зелёная, коричневая                |
| 7  | Художник               | Иосиф Л. Левин                                            | Иосиф Л. Левин                                                                            | Иосиф Л. Левин                              |
| 8  | Печать                 | Глубокая печать                                           | Офсетная печать (литография)                                                              | Офсетная печать (литография)                |
| 9  | Зубцовка               | Рамочная 11½                                              | Гребенчатая 12½:12                                                                        | Гребенчатая 12½:12                          |
| 10 | Размер марки           | 40×28 мм (рисунок 34×23 мм)                               | 42×30 мм (рисунок 37×26 мм)                                                               | 42×30 мм (рисунок 37×26 мм)                 |
| 11 | Размер марочного листа | 5×10                                                      | (5×2)×6. Зубцовая марка также (5×2)×3 и (5×2)×2.                                          | 5×5                                         |
| 12 | Тираж                  | Зубцовая марка 5 млн, беззубцовая 0,3 млн                 | Зубцовая марка 3 млн, беззубцовая 0,3 млн. Зубцовая марка (5×2)×3 1 млн, (5×2)×2 0,15 млн | Зубцовая марка 3 млн, беззубцовая 0,3 млн   |

### Нумерация марок
Многие каталоги почтовых марок имеют свои собственные оригинальные и даже запатентованные системы нумераций (например, система нумерации каталога «Скотт» защищена авторским правом). В этот раздел включена таблица, в которой каталожные номера марок серии «Первый полёт человека в космос» взяты из восьми разных систем нумерации.
Таблица состоит из пяти основных столбцов, которые озаглавлены следующим образом.
- №. Номер марки серии «Первый полёт человека в космос» по порядку. Порядок марок стандартный, соответствующий нумерации ЦФА (ИТЦ «Марка»)[6].
- Изображение марки. Копия марки[6].
- Дата. Даты взяты из специальной советской литературы[1][2].
- Номинал. Номинал марки[6].
- ЦФА. Номера марок в стандартной системе нумерации ЦФА, которая поддерживается большинством русских каталогов. Иллюстрации всех марок присутствуют в этих каталогах[5][6][13][14].
- Каталоги марок. Сборный столбец, состоящий из семи подстолбцов, в которые включены разные системы нумерации семи каталогов. Обозначения семи каталогов следующие.

1) SC. Русский каталог Загорского. Иллюстрации всех марок присутствуют в каталоге.
2) Ляпин. Русский каталог Ляпина. Иллюстраций нет (с 1961 года).
3) Кар. Русский каталог Карачуна и Карлинского. Полужирным выделен номер марки, которой проиллюстрирован каталог.
4) Scott. Американский каталог «Скотт». Все марки серии «Первый полёт человека в космос» имеют одинаковый тип рисунка A1254. В таблице он указан у номера марки, которой проиллюстрирован каталог с указанием типа рисунка.
5) Michel. Немецкий каталог «Михель». После номеров марок показаны их буквенные коды. Иллюстрации всех марок присутствуют в каталоге.
6) SG. Английский каталог «Стэнли Гиббонс». Все марки серии «Первый полёт человека в космос» имеют одинаковый тип рисунка 891. В таблице он указан у номера марки, которой проиллюстрирован каталог с указанием типа рисунка.
7) Yvert. Французский каталог «Ивер и Телье». Полужирным выделены номера тех двух марок, которыми проиллюстрирован каталог.
| № | Изображение марки | Дата       | Номинал | ЦФА  | Номера в каталогах | Номера в каталогах | Номера в каталогах | Номера в каталогах | Номера в каталогах | Номера в каталогах | Номера в каталогах |
| № | Изображение марки | Дата       | Номинал | ЦФА  | SC                 | Ляпин              | Кар.               | Scott              | Michel             | SG                 | Yvert              |
| 1 |                   | 1961-04-17 | 3к      | 2560 | 2468               | 2503               | 2230А              | 2463 A1254         | 2473A bza          | 2576A 891          | 2401               |
| 2 |                   | 1961-04-14 | 6к      | 2561 | 2469               | 2504               | 2231А              | 2464               | 2474A bzb          | 2577A              | 2402               |
| 3 |                   | 1961-04-13 | 10к     | 2562 | 2470               | 2505               | 2232А              | 2465               | 2475A bzc          | 2578A              | 2403               |
| 4 |                   | 1961-06-17 | 3к      | 2563 | 2471               | 2506               | 2230Б              | 2463, imperf       | 2473B bza          | 2576B              | 2401a              |
| 5 |                   | 1961-06-17 | 6к      | 2564 | 2472               | 2507               | 2231Б              | 2464, imperf       | 2474B bzb          | 2577B              | 2402a              |
| 6 |                   | 1961-06-17 | 10к     | 2565 | 2473               | 2508               | 2232Б              | 2465, imperf       | 2475B bzc          | 2578B              | 2403a              |

### Малые листы

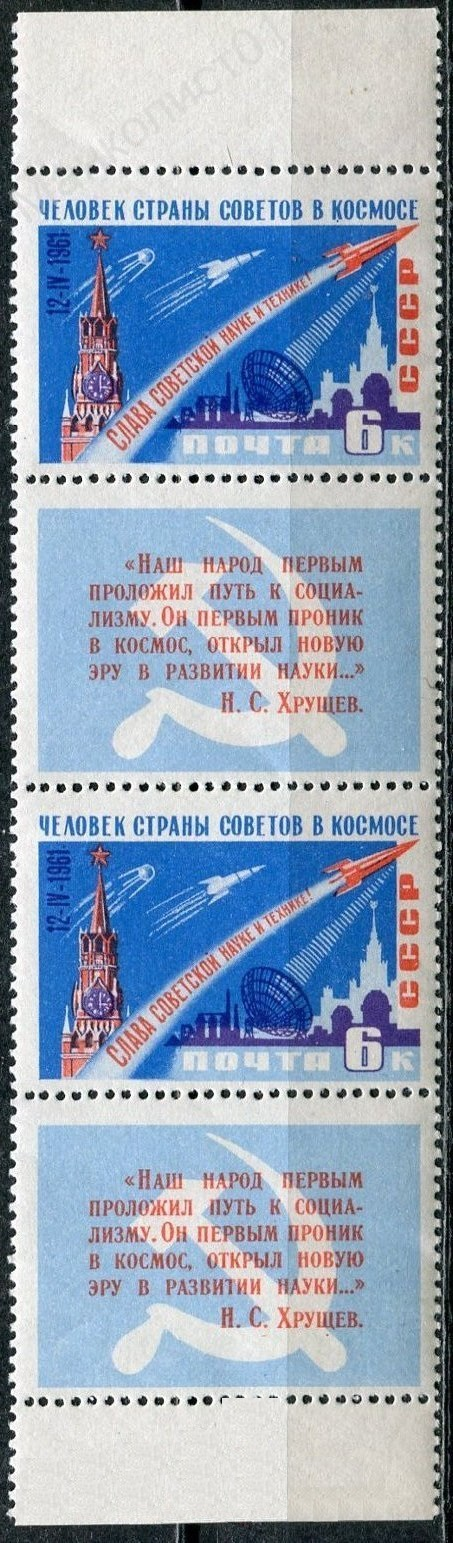
Пара с точкой после «1961» (верхняя марка)

Первые официальные малые марочные листы СССР. Было отпечатано два малых листа с маркой №  2562 (1961-04-13) «Слава советской науке и технике!» с купоном: 5 × 2 (точнее, (5 × 2) × 2) и 5 × 3 (точнее, (5 × 2) × 3).
Только на первой марке (в левом верхнем углу) малого листа 5 × 2 имеется точка после года «1961».
Малый лист 5 × 2 — представляет собой пример одного из тех немногочисленных случаев, характерных для некоторых разновидностей, когда филателистическая продукция СССР, начиная с 1961 года, достаточно высоко ценится. Сама по себе марка «Слава советской науке и технике!» (точнее её основной тираж в листах по 30 марок с купонами) не представляет большого интереса и оценивается в несколько рублей. Но в самом начале очень ограниченная часть тиража была выпущена в малых листах по 10 экземпляров с купонами, одна из марок которых отличается точкой после цифры «1961». Такая разновидность с точкой стоит несколько сотен долларов. Но огромный интерес представляют не столько марки как таковые, сколько лист в целом, поскольку практически все листы разорваны и в целом виде их сохранилось крайне мало. Этот малый лист 5 × 2 был продан на аукционе Черристоун 11 июля 2013 года за 26 тысяч долларов (при каталожной цене по каталогу «Скотт» 35 тысяч евро).

Малый лист 5 × 2
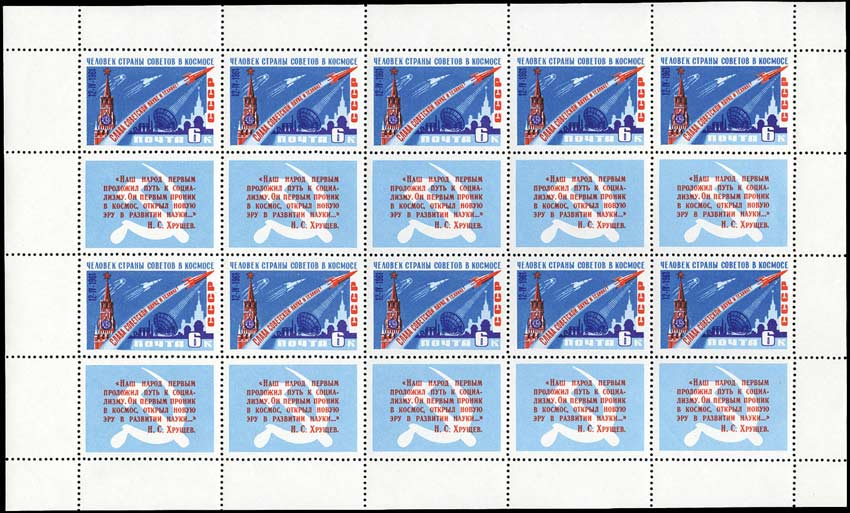
Малый лист 5 × 2 марки №  2562 (1961-04-13) «Слава советской науке и технике!». Первая марка (в левом верхнем углу) имеет точку после «1961»

Малый лист 5 × 3
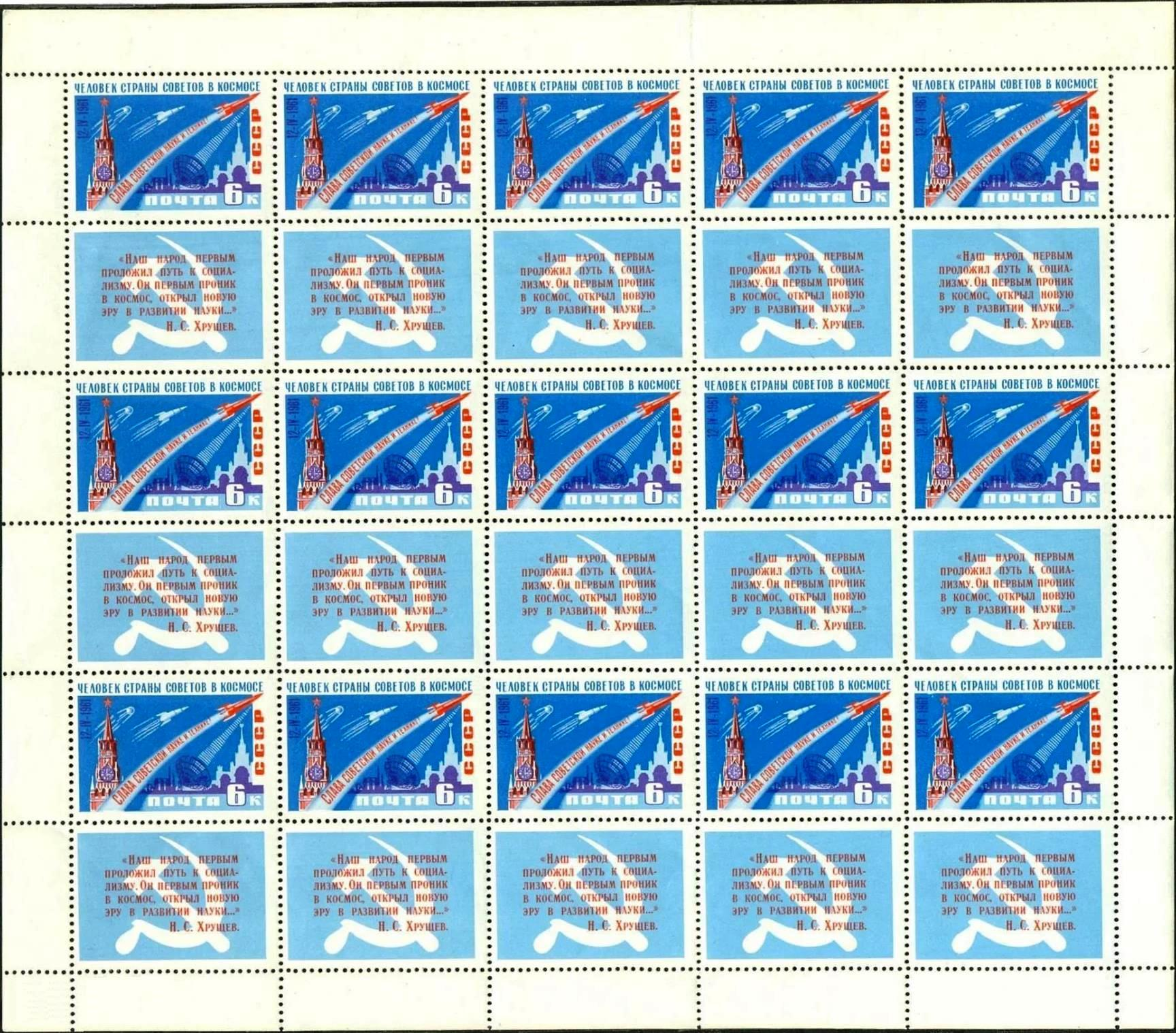
Малый лист 5 × 3 марки №  2562 (1961-04-13) «Слава советской науке и технике!»

## Серия специальных почтовых штемпелей
В течение апреля 1961 года в трёх городах СССР, Киеве, Москве и Ленинграде, состоялись специальные гашения по поводу первого полёта в космос.
- Название серии специальных почтовых штемпелей: Первый в мире полёт человека в космос. Успешный полёт советского космонавта Ю. Гагарина на космическом корабле «Восток»[7].

### Киев

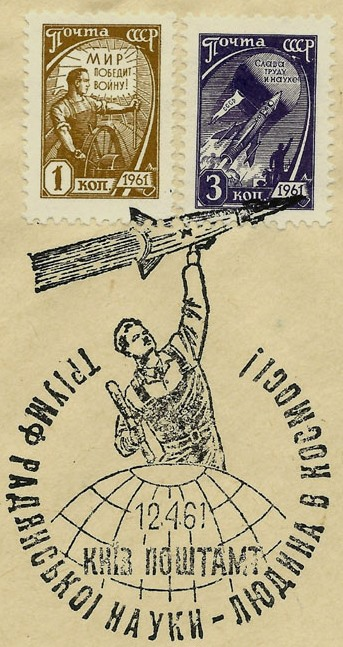
Чёрный штемпель № 745

Самый первый в СССР «гагаринский» спецштемпель — штемпель Минсвязи УССР, применявшийся только во второй половине дня 12 апреля 1961 года с 17 часов на почтамте Киева. Поэтому этот штемпель — самый редкий среди штемпелей СССР по поводу первого полёта и его годовщины.
- Каталожный номер: 745[7].
- Рисунок: символика рисунка означает: «советский человек — создатель космических кораблей». Фигура рабочего в спецодежде с космическим кораблём в поднятой руке. Глобус с градусной сеткой. Памятный текст на украинском языке: «ТРІУМФ РАДЯНСЬКОІ НАУКИ. ЛЮДИНА В КОСМОСІ!» (перевод: «ТРИУМФ СОВЕТСКОЙ НАУКИ. ЧЕЛОВЕК В КОСМОСЕ!»). Чёрный и красный[24][7].
- Художник: А. Левин[7].
- Дата на штемпеле: 12.4.61[7].
- Место и дата гашения: Киев, почтамт, чёрный и красный. Вторая половина дня (с 17 часов) 12 апреля 1961 года[24][7].
- Статус: штемпель изготовлен на месте[24][7].

Киев первым выпустил иллюстрированный конверт в честь первого полёта человека в космос. Эскиз конверта сделал В. В. Завьялов «в порядке шефства» ещё за несколько месяцев. Художник создал символический образ человека, шагающего с планеты в космос.

Почтовый иллюстрированный конверт, выпущенный в Киеве 12 апреля 1961 года в честь первого полёта человека в космос с киевским спецштемпелем
Почтовый иллюстрированный конверт «Первый в мире полёт Юрия Алексеевича Гагарина в космос на корабле „Восток“ (12.IV.1961)». Специальный красный штемпель Якобс № 745 «Первый в мире полёт человека в космос. Успешный полёт советского космонавта Ю. Гагарина на космическом корабле „Восток“» 12.04.1961 Киев, почтамт

### Москва
Минсвязи СССР изготовило для Москвы специальный штемпель, текст на котором совпадал с текстом вверху марок серии. Этот штемпель действовал 13 и 14 апреля, поэтому дата на штемпеле «12.IV.1961» не соответствует сроку употребления.
- Каталожный номер: 746[7].
- Рисунок: символический космический корабль в полёте. Под ним глобус с градусной сеткой. Памятный текст: «Человек Страны Советов в космосе». Разновидности[7]:

- тип I. Буквы «С» в «СССР» овальные, чёрный и красный;
- тип II. Буквы «С» в «СССР» прямоугольные, чёрный и красный.

- Дата на штемпеле: 12.IV.1961[24][7].
- Дата, место и объект гашения: 13—14 апреля 1961 года[24][7]:

746-I. Москва, почтамт:
- красная мастика, марка ЦФА № 2562 (13 апреля), марки ЦФА № 2561, 2562 (14 апреля);
- чёрной мастикой гасились конверты первого дня издания В/О «Международная книга»;

746-II. Москва, отделение связи К-9:
- чёрная мастика, марка ЦФА № 2562 (13 апреля), марки ЦФА № 2561, 2562 (14 апреля);
- красная мастика, марки ЦФА № 2561, 2562 (вторая половина дня 14 апреля).

- Статус: штемпель изготовлен централизованно[24][7].
- Примечание: Марка ЦФА № 2560 поступила в почтовое обращение 17 апреля 1961 года уже после окончания процедуры гашения специальным штемпелем 746[7].

Четыре вида московского спецштемпеля
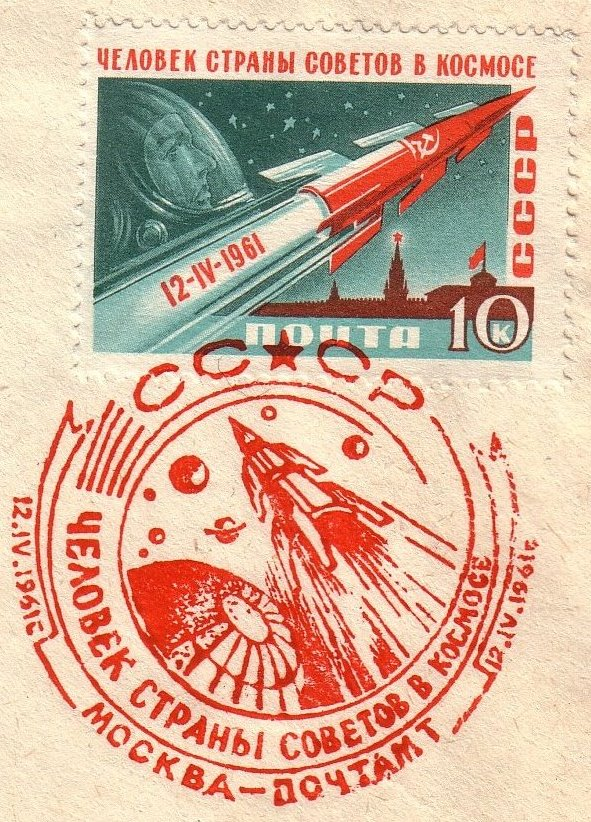
Специальный штемпель № 746 тип I красный. Марка № 2562 (1961-04-13) «Космический корабль»
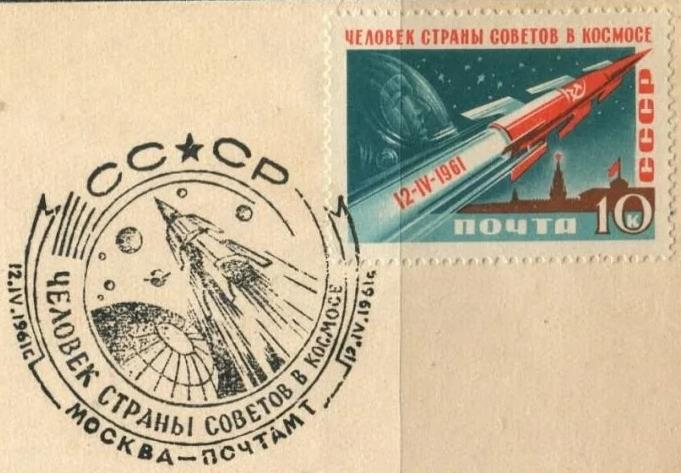
Специальный штемпель № 746 тип I чёрный. Марка № 2562 (1961-04-13) «Космический корабль»
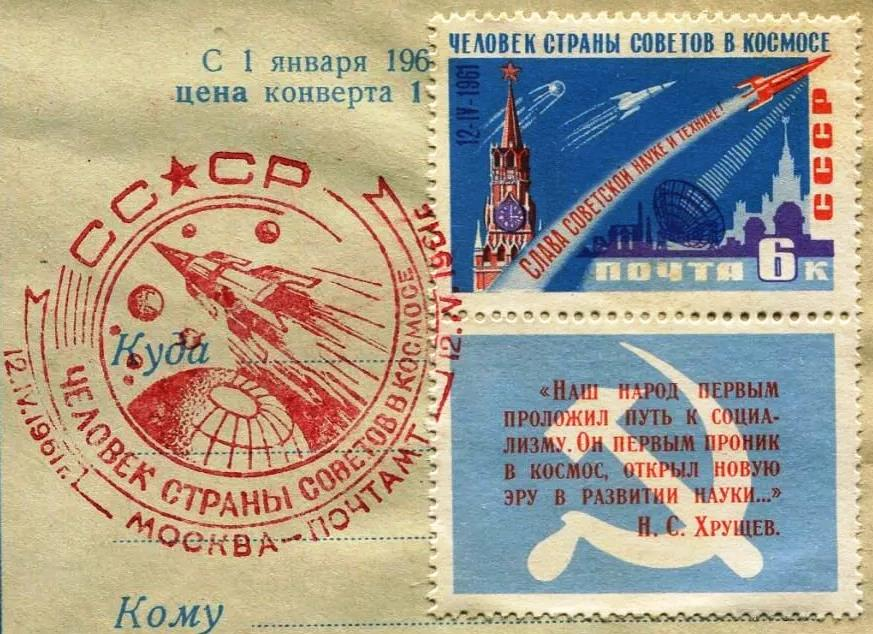
Специальный штемпель № 746 тип II красный. Марка № 2561 (1961-04-14) «Слава советской науке и технике!»
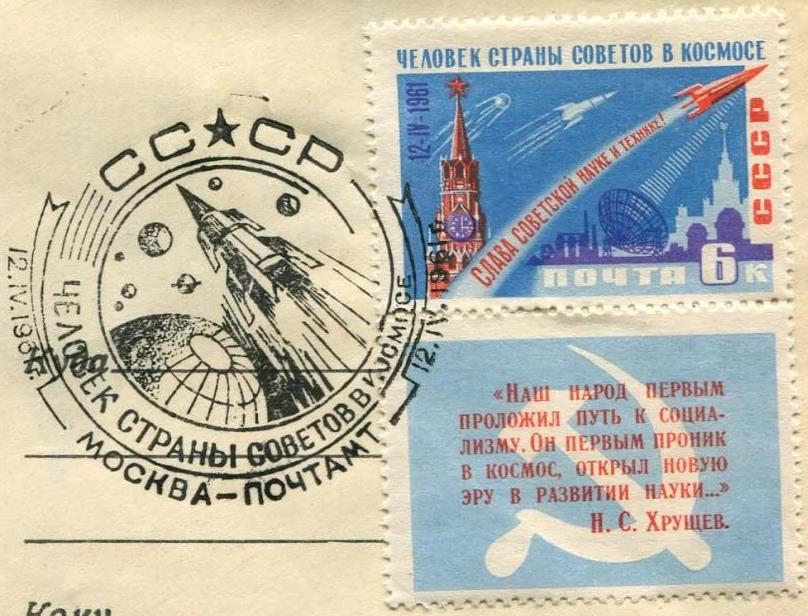
Специальный штемпель № 746 тип II чёрный. Марка № 2561 (1961-04-14) «Слава советской науке и технике!»

Конверт первого дня
Конверт первого дня со специальным штемпелем № 746 тип I чёрный. Марка № 2562 (1961-04-13) «Космический корабль»

### Ленинград
- Каталожный номер: 756[7].
- Рисунок: повторение рисунка штемпеля № 746 с дополнительной датой 19.IV.1961[24][7].
- Дата на штемпеле: 19.IV.1961[24][7].
- Место, дата и объект гашения: Ленинград, почтамт, чёрная мастика, 29 апреля 1961 года, марки ЦФА № 2560—2562 [24][7].
- Статус: штемпель изготовлен централизованно[24][7].

Почтовый маркированный иллюстрированный конверт (Лапкин № 60-233(1332)) с ленинградским спецштемпелем
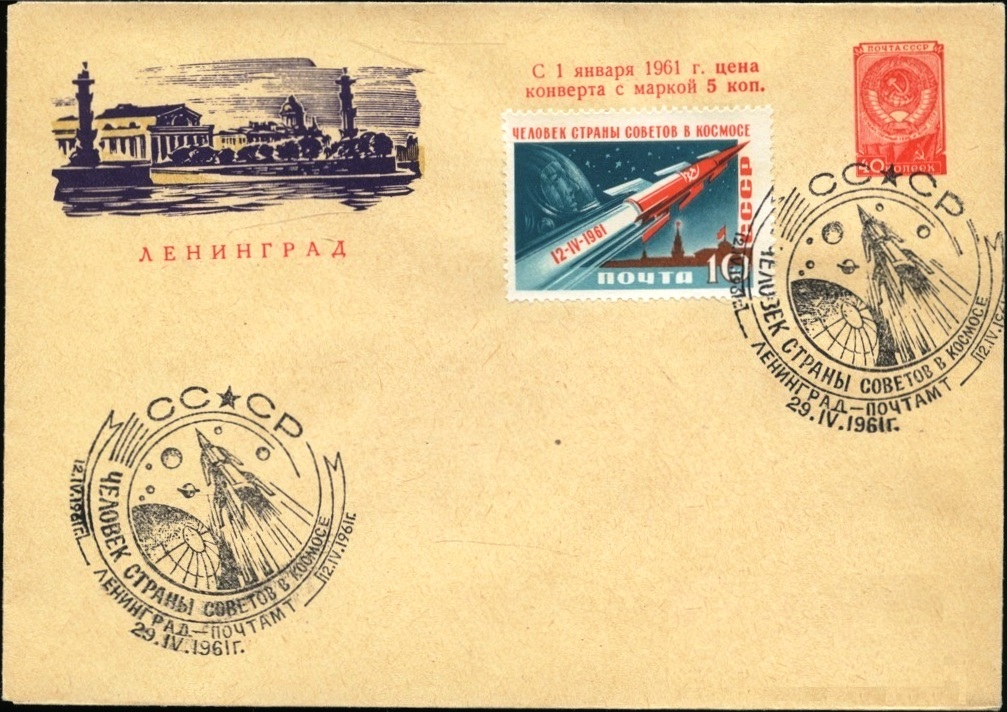
Почтовый маркированный иллюстрированный конверт «Ленинград. Стрелка Васильевского острова»(Лапкин № 60-233(1332)). Специальный штемпель № 756 «Первый в мире полёт человека в космос. Успешный полёт советского космонавта Ю. Гагарина на космическом корабле „Восток“» 12.04.1961 Ленинград, почтамт, 29.IV.1961. Марка № 2562 (1961-04-13) «Космический корабль»

## Миф о советской угрозе
Эти три марки занимают почётное место в космической филателии. Однако в них усмотрели некоторую угрозу. В 1961 году в вашингтонском еженедельнике «Управляемые снаряды и ракеты» появилась оригинальная заметка, вот цитата из неё:

EVIDENCE mounted this week that the manned Soviet Cosmic Ship Vostok was an early prototype of a winged military spacecraft.
Informed sources said new information matches earlier data and reports that the Vostok was a winged vehicle which used glide techniques to re-enter the atmosphere and land in a preselected field after orbiting the earth.
The new information was based in part on fairly detailed drawings appearing on recently-released Soviet postage stamps, which are usually considered by the intelligence community to be highly accurate. Up to now the Russians have not disclosed the precise configuration of Vostok.
— Stamps Give New Evidence Vostok Is Winged Vehicle
Перевод цитаты:

На этой неделе появились доказательства того, что пилотируемый советский космический корабль «Восток» был ранним прототипом крылатого военного космического корабля.
Информированные источники сообщили, что новые сведения совпадает с более ранними данными и сообщениями о том, что «Восток» был крылатым летательным аппаратом, который использовал методы скольжения для возвращения в атмосферу и приземления на заранее выбранном участке после облёта Земли.
Эти новые сведения были частично основаны на достаточно подробных рисунках, появившихся на недавно выпущенных советских почтовых марках, которые обычно считаются разведывательным сообществом очень тщательными. До сих пор русские не раскрыли точную конфигурацию «Востока».
— Новые филателистические доказательства того, что «Восток» —- крылатый летательный аппарат

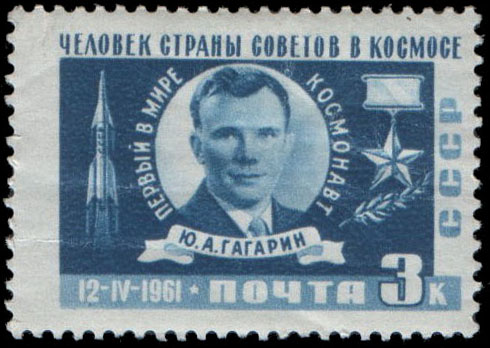
Марка с портретом Гагарина. Слева изображён «крылатый военный космический корабль»
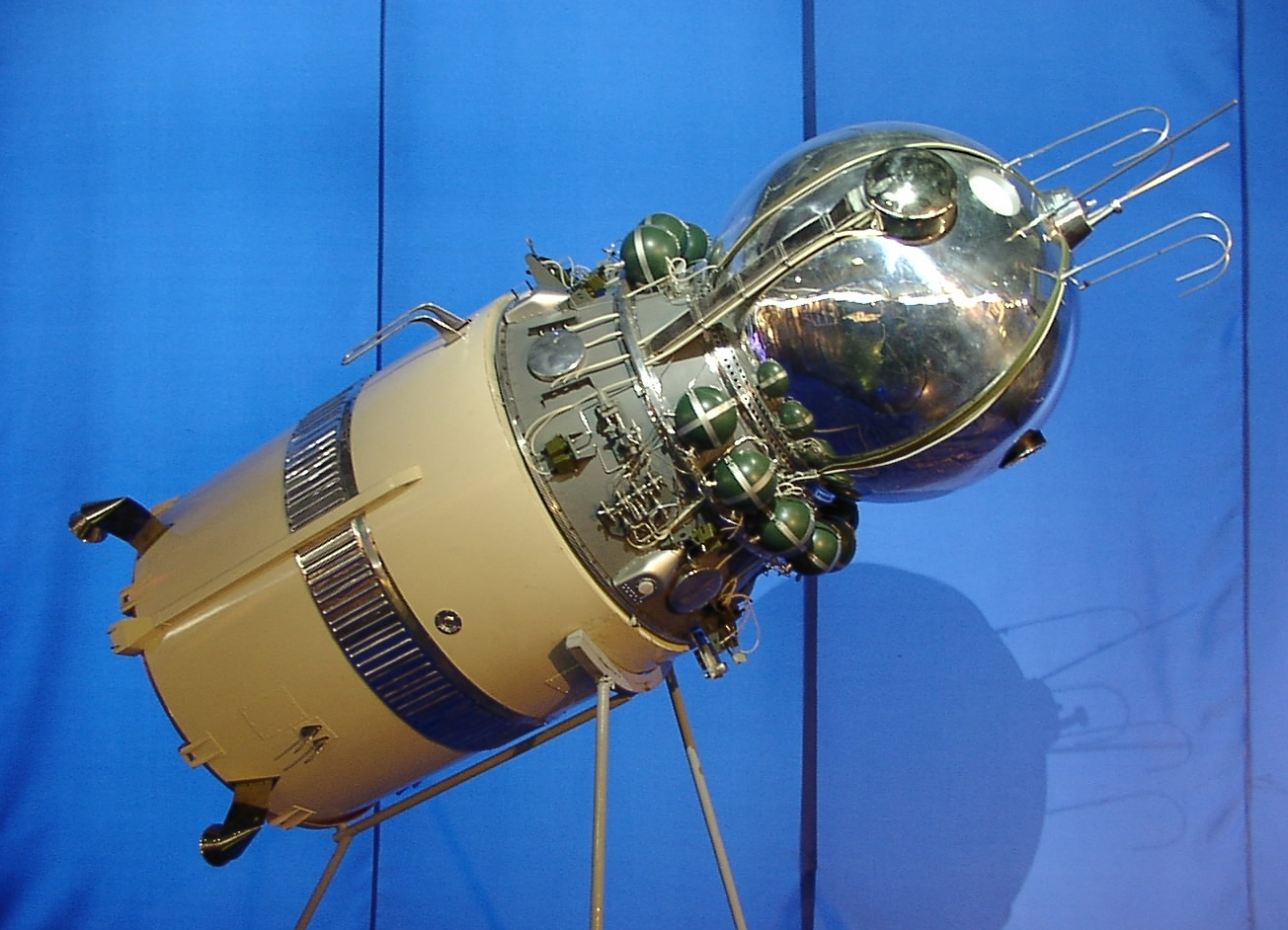
Макет космического корабля «Восток»

На иллюстрации заметки показаны почтовые марки СССР с крыльями у космических кораблей, в том числе и марка с портретом Гагарина. Автор заметки считает, что эти почтовые марки раскрывают стремление СССР к достижению военного господства в космосе. Изучая марки СССР, автор приходит к выводу, что последняя ступень ракеты-носителя имеет крылья. Это ошибочное мнение вызвано непониманием того, что в реалиях холодной войны 1961 года информация о внешнем виде последней ступени была засекречена, и советские художники этих почтовых марок не выезжали на космодром для рисования последней ступени ракеты-носителя с натуры.